# Gersekarát
Gersekarát é um município da Hungria, situado no condado de Vas. Tem 19,92 km² de área e sua população em 2015 foi estimada em 639 habitantes.